# Кім Гордон
Кім Го́рдон (англ. Kim Althea Gordon; нар. 28 квітня 1953 року в Рочестер,  Нью-Йорк, США) — американська вокалістка, бас-гітаристка альтернативної рок-групи «Sonic Youth».

## Біографія
Кім народилася в сім'ї професора соціології, викладача Каліфорнійського університету в Лос-Анджелесі.
У 1980 році переїздить до міста Нью-Йорк, де разом з Терстон Муром і Лі Ранальдо в 1981-му створює групу Sonic Youth. Трьома роками пізніше виходить заміж за гітариста групи Терстона Мура, в 1994-му у них з'являється дочка Коко Хейлі Гордон Мур. В жовтні 2011 р. пара оголосила про розлучення.
Також Кім зарекомендувала себе як здібна акторка, знялася в кількох фільмах.
Пізніше Кім Гордон стала режисером двох фільмів «Ідеальний партнер» (2005) і «Pavement: Повільне століття» (2002). Причому сценарій до фільму «Ідеальний партнер» вона написала сама.
У 2008 році Кім випускає свою лінію жіночого одягу. «Mirror / Dash» — саме цю назву Кім вибрала для свого нового хобі.

## Композитор
Кім написала музику до декількох фільмів:
1. Ципочки (2004) (англ. Heart Is Deceitful Above All Things)
2. По той бік Сонця (2001) (англ. Things Behind the Sun)
3. Money Love (1990)
4. Зроблено в США (1987) (англ. Made in U.S.A.)

## Фільмографія

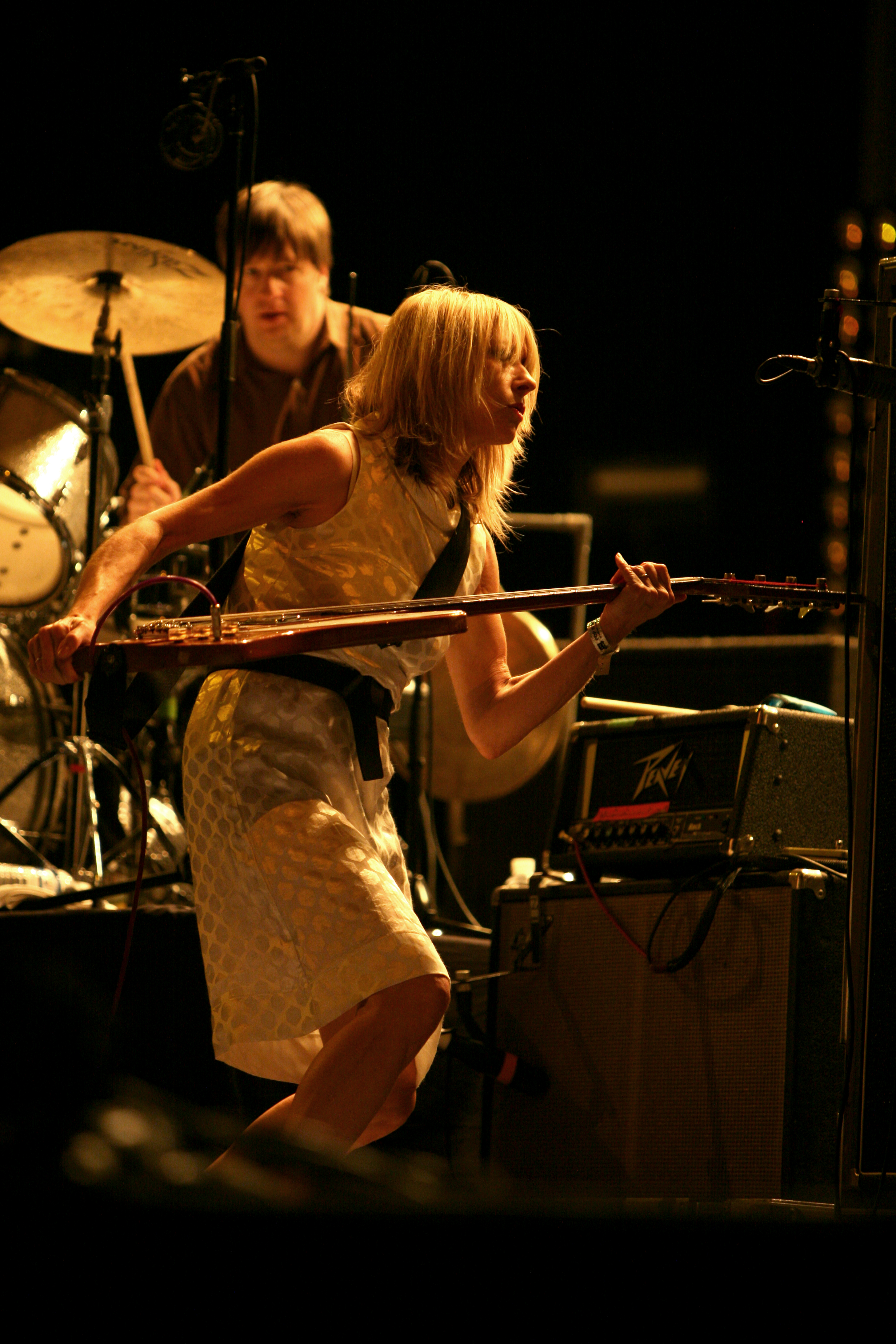
Кім Гордон, серпень 2007

1. Не хвилюйся, далеко він пішки не піде (2018) (англ. Do not Worry, He Will not Get Far on Foot)
2. Білий світ (2009) (англ. White Light)
3. Fragile White Blossoms Emit a Hypnotic Cascade of Tropical Perfume Whose Sweet Heady Odor Leaves Its Victim Intoxicated, The (2009)
4. Пліткарка (2007-2012) (англ. Gossip Girl)
5. Мене там немає (2007) (англ. I'm Not There)
6. Вихід на посадку (2007) (англ. Boarding Gate)
7. Cut Shorts (відео) (2006)
8. Останні дні (2005) (англ. Last Days)
9. Корпоративний привид (відео) (2004) (англ. Corporate Ghost)
10. Sonic Youth Video Dose (ТБ) (2004)
11. Дівчата Гілмор (серіал) (2000-2007) (англ. Gilmore Girls)
12. Weatherman '69 (1989)
13. Put More Blood Into the Music (1987)
14. Долина смерті 69 (1986) (англ. Death Valley 69)